# إديلاردو لوبيز دي أيالا إي هيريرا
إديلاردو لوبيز دي أيالا إي هيريرا هو كاتب وكاتب مسرحي وشاعر وسياسي إسباني، ولد في 1 مايو 1828 في وادي القنال (إشبيلية) في إسبانيا، وتوفي في 30 ديسمبر 1879 في مدريد في إسبانيا. نشط حزبياً في الاتحاد الليبرالي. وقد انتخب President of the Congress of Deputies ‏.

## وصلات خارجية
- إديلاردو لوبيز دي أيالا إي هيريرا على موقع الموسوعة البريطانية (الإنجليزية)